# Тодор Павлов (футболист)
Тодор Павлов е български футболист, който играе като Защитник за Локомотив (Пловдив).

## Кариера
Като юноша започва във Векта (Пловдив), където тренира до 2012 г., когато е взет в Локомотив (Пловдив). През 2021 г. започва да играе в Югоизточна Трета лига  за дубъла на клуба. Дебютира в професионалния футбол срещу Пирин (Благоевград) на 9-и юли 2022, в мач от Първа лига. Първият си професионален договор подписва на 2 февруари 2023 г., който е за три години.

## Национална кариера
Има 5 мача за България до 19, в които не записва гол. Дебютира срещу Словения до 19 години на 23 август 2022 г.